# Aphanistes coreanus
Aphanistes coreanus är en stekelart som beskrevs av Tohru Uchida 1958. Aphanistes coreanus ingår i släktet Aphanistes och familjen brokparasitsteklar. Inga underarter finns listade i Catalogue of Life.